# Dolní Studénky
Dolní Studénky é uma comuna checa localizada na região de Olomouc, distrito de Šumperk.